# ميراماس
ميراماس، (بالفرنسية: Miramas)، هي بلدية فرنسية في بوش دو رون، في إقليم ألب كوت دازور، في جنوب فرنسا. وهي ثاني أكبر بلدية فرنسية في منطقة أوست، وتقع في الطرف الشمالي من بحيرة Etang de Berre، المتاخمة لشمال شرق مدينة ايستر.